# Olios antiguensis
Olios antiguensis är en spindelart som först beskrevs av Eugen von Keyserling 1880.  Olios antiguensis ingår i släktet Olios och familjen jättekrabbspindlar. Utöver nominatformen finns också underarten O. a. columbiensis.